# Milena Antoniewicz
Milena Antoniewicz (* Kališ) je polská klavíristka.

## Život
Polská klavíristka Milena Julia Antoniewicz – Piszczorowicz se začala hře na klavír věnovat v raném dětství. Absolvovala v klavírní třídě prof. Jana Janskiho na Akademii Muzyczne im. Ignacego Jana Paderewskiego v Poznani a na německé Hochschule für Musik und Theater v Rostocku u prof. Stephana Imordeho. Projekt "Zakázaná hudba" zaměřený na hudebníky z Terezína (Česká republika, Německo, Izrael) a projekt "Let's play together - Spielen wir zusammen", který byl součástí Polsko-Německého roku, kulturního programu Ministerstva kultury a Ministerstva zahraničních věcí Polské republiky.
Vyhrála 1. cenu za projekt "Goodnight - Gute Nachtgeschichten?" v I. mezinárodní soutěži v Rostocku, je také držitelkou pěti cen od primátora města Kališ, za úspěchy šíření hudby a propagaci jednoho z nejstarších polských měst. Obdržela stipendia od GFPS, Rotary Deutschland, Inner Wheel Club Berlin-Tiergarten, Maršála Polska, Yehudi Menuhin Live Music Now. Byla nominována na cenu Eurotalent Polské televize. Milena Antoniewicz je ředitelkou Multi.Art Foundation. Vyučuje na Akademia Muzyczna v Poznani a na Państwowa Szkoła Muzyczna Henryka Melcera v Kališi.